# Censura da Internet na China
A censura da Internet na China refere-se à censura na Internet pelo Gabinete Estatal de Informações da Internet da República Popular da China. É um ato administrativo que faz parte da vigilância em massa da China. De acordo com o "Aviso do Conselho de Estado sobre Autorização da Administração do Ciberespaço da China para ser responsável pelo gerenciamento do conteúdo de informações da Internet", desde 26 de agosto de 2014, a Administração do Ciberespaço da China é responsável pelo gerenciamento do conteúdo de informações da Internet em China, e é responsável por supervisionar e administrar a aplicação da lei.

## Opinião internacional
Segundo o Banco Mundial, o aparato do controle de internet chinês é considerado mais extensivo e avançado que qualquer outro país do mundo. As autoridades do governo não apenas bloqueiam o acesso ao conteúdo dos websites mas também monitoram o acesso de internet dos indivíduos; essas medidas que compõem o Projeto Escudo Dourado receberam o famoso apelido de "O Grande Firewall da China". A Censura da Internet é extrema devido a uma grande variedade de leis e regulamentos. 
A Anistia Internacional observa que a China "tem o maior número registrado de jornalistas presos e ciber-dissidentes do mundo" e a organização parisiense Repórteres sem Fronteiras afirmou em 2010 e 2012 e que "a China é o maior produtor mundial de prisão por internautas." Os crimes acusados incluem comunicação com grupos no exterior, assinatura de petições online, e chamando para a reforma politica e o fim da corrupção. O aumento do esforço do governo para neutralizar a crítica on-line vem depois de uma série de grandes protestos contra a poluição, corrupção e racismo, muitos dos quais foram organizados e divulgados, usando serviços de mensagens instantâneas, salas de bate-papo e mensagens de texto. A força policial cibernética chinesa possuía 2 milhões de funcionários em 2013 segundo o jornal estatal The Beijing News.
Segundo Carrie Gracie, editora da BBC China, empresas locais como Baidu, Tencent e Alibaba, algumas das maiores empresas de internet do mundo, se beneficiaram com a forma como a China tem bloqueado rivais estrangeiras do mercado, incentivando a competição nacional.

## Wikipedia
Em abril de 2015, os sites da Wikipédia em chinês foram bloqueados após a o site começar a usar HTTPS, o que aumentou a dificuldade de censura. No dia 6 de dezembro de 2015, o governo bloqueou todos os sites da Wikipédia em todas as línguas, mas o bloqueio foi desfeito após alguns dias.